# Svarttjärnen (Själevads socken, Ångermanland, 702823-163059)
Svarttjärnen är en sjö i Örnsköldsviks kommun i Ångermanland och ingår i Nätraåns huvudavrinningsområde.